# Депортация итальянцев
Депортация итальянцев — депортация итальянцев из центральных районов Советского Союза в Казахскую ССР.

## История
После отступления РККА по итогам Крымской оборонительной операции и поражения при обороне Севастополя, полуостров Крым был оккупирован Третьим рейхом и странами «оси». При этом крымские немцы получили статус «фольксдойче», какой статус получали итальянцы неизвестно, однако в отличие от евреев, крымчаков (см. Севастопольский памятник жертвам Холокоста) и крымских цыган (см. Геноцид цыган), оккупационными властями не уничтожались. В результате Керченско-Феодосийской десантной операции был освобождён Керченский полуостров, вернувшейся советской властью в январе-марте 1942 по обвинению в коллаборационизме было принято решение депортировать в отдалённые районы ряд народностей, в их числе и крымских итальянцев. Выселяли в Северо-Казахстанскую область с обжитых мест итальянцев по причине принадлежности Италии к странам «оси».
В дальнейшем силами Крымского фронта до середины апреля того же года предпринимались попытки полностью освободить Крым, однако после Керченской оборонительной операции весь полуостров снова оказался под оккупацией. Крым был полностью освобождён лишь спустя два года в результате Крымской наступательной операции. До проведённого спустя 70 лет референдума о статусе Крыма преследование народов Крыма по политическим мотивам официально не признавалось. Затем российские граждане итальянской национальности смогли воспользоваться положениями о реабилитации жертв сталинских репрессий, которые позволяют им рассчитывать на определённую компенсацию и реституцию конфискованного движимого и недвижимого имущества, если таковое не было уничтожено во время войны или национализировано. По итогам встречи В. В. Путина с С. Берлускони в Крыму 12 сентября 2015 были внесены изменения в указ о реабилитации крымских народов, путём расширения списка и включения в таковой итальянцев, которые вернулись на полуостров после депортации.